# Túpolev Tu-119
Túpolev Tu-119 fue un avión bombardero Túpolev Tu-95 modificado para tener propulsión nuclear mediante un reactor nuclear desarrollado por la Unión Soviética durante la Guerra Fría.
Era la respuesta al programa de Estados Unidos con el mismo fin, con el desarrollo del Convair B-36 modificado, denominado Convair X-6. El pretexto era poder disponer de armamento nuclear que pudiera cubrir miles de kilómetros y de esta manera, contribuir a la llamada estrategia de disuasión nuclear.
El Tu-119 llegó a realizar 34 vuelos con éxito. El proyecto, de un coste económico alto y una alta exigencia tecnológica además de la aparición de otras alternativas como los submarinos nucleares o los misiles balísticos intercontinentales, fue abandonado en 1966. Cinco años antes, en 1961 el presidente John F. Kennedy había anunciado en el Congreso de Estados Unidos, el fin del programa estadounidense. 

### Aeronaves similares
- Convair X-6